# Wiepke
Wiepke is een plaats en voormalige gemeente in de Duitse deelstaat Saksen-Anhalt, en maakt deel uit van de Landkreis Altmarkkreis Salzwedel.
Wiepke telde begin 2022 224 inwoners. Het is een Ortschaft in het noorden van de gemeente Gardelegen.

## Monumenten
- Dorpskerk van Wiepke
- Watermolen Reichwaldsche Mühle, iets ten westen van Wiepke, bouwperiode: 17e-19e eeuw; in principe maalvaardig, maar de beek, waarop de molen staat, staat vaak droog. In dat geval draait de molen op een elektromotor.

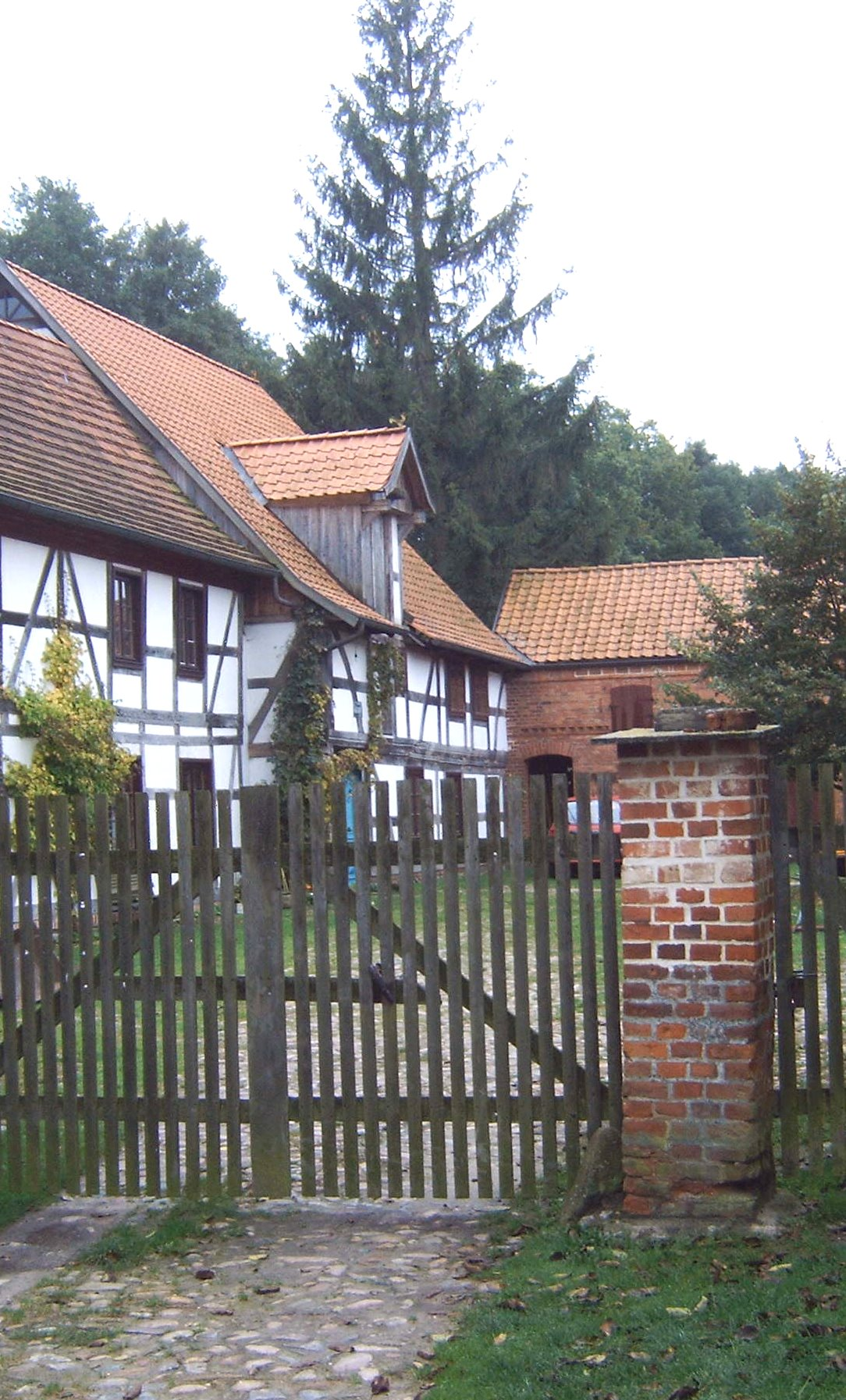
Watermolen Reichwaldsche Mühle (1)
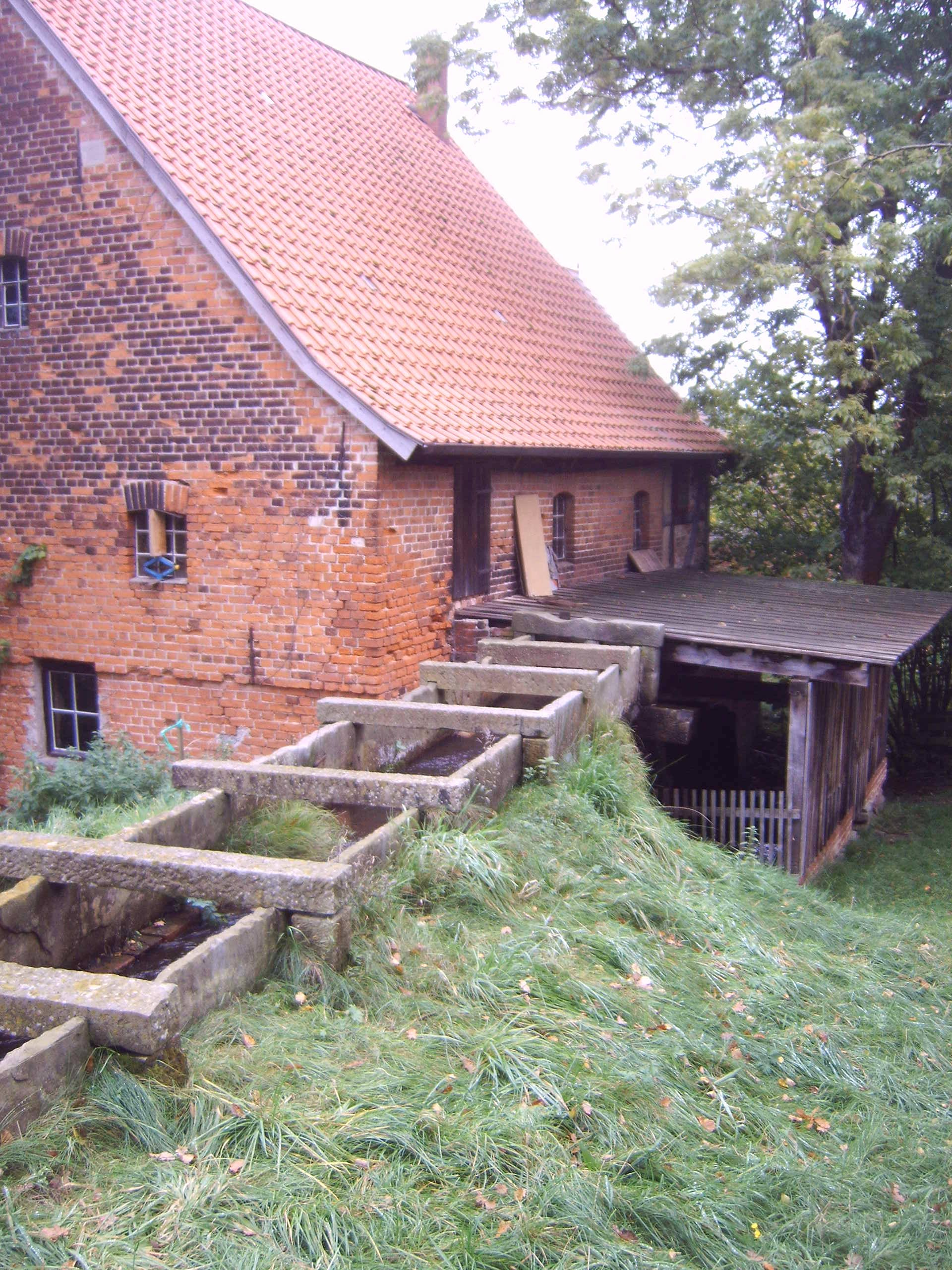
Watermolen Reichwaldsche Mühle (2)

Algenstedt · Berge · Breitenfeld · Dannefeld · Estedt · Gardelegen Stadt · Hemstedt · Hottendorf · Jävenitz · Jeggau · Jerchel · Jeseritz · Kassieck · Kloster Neuendorf · Köckte · Letzlingen · Lindstedt · Mieste · Miesterhorst · Peckfitz · Potzehne · Roxförde · Sachau · Schenkenhorst · Seethen · Sichau · Solpke · Trüstedt · Wannefeld · Wiepke · Zichtau